# Nil (álbum)
NIL  es el segundo álbum de estudio lanzado por la banda japonesa, The Gazette. Fue lanzado el 8 de febrero de 2006 por PS Company en Japón. También fue el primer álbum de The Gazette que se lanzará en Europa el 30 de mayo de 2006 por CLJ Records.

## Lista de canciones
CD
1. "The End" – 2:11
2. "Nausea & Shudder" – 6:07
3. "Bath Room" (N.D.) – 5:06
4. "Maggots" – 2:48
5. "Namaatatakai Ame to Zaratsuita Jounetsu" (生暖かい雨とざらついた情熱) – 3:04
6. "D.L.N" – 6:11
7. "Shadow VI II I" – 4:16
8. "Baretta" (バレッタ) – 5:44
9. "Cassis" – 6:44
10. "Silly God Disco" – 3:57
11. "Discharge" – 3:26
12. "Taion" (体温) – 6:17

Toda la música por The Gazette. Todas las letras de Ruki, excepción de Cassis.
DVD (Bonus de versión limitada)
1. "Shadow VI II I" – 4:16